# Гереро (птах)
Гере́ро (Namibornis herero) — вид горобцеподібних птахів родини мухоловкових (Muscicapidae). Мешкає в Намібії і Анголі. Єдиний представник монотипового роду Гереро (Namibornis). Вид названий на честь народу гереро.

## Поширення і екологія
Гереро поширені від Національного парку Іона на крайньому південному заході Анголи до центральної Намібії. Живуть в намібійських саванах, на кам'янистих схилах і в чагарникових заростях.